# Atsushi Izawa
Atsushi Izawa (jap. 井澤 惇 Izawa Atsushi; ur. 23 lipca 1989) – japoński piłkarz występujący na pozycji pomocnika. Obecnie występuje w Tokushima Vortis.

## Kariera klubowa
Od 2008 roku występował w klubach Ventforet Kofu, Kataller Toyama i Tokushima Vortis.